# تايلانديين صينيين

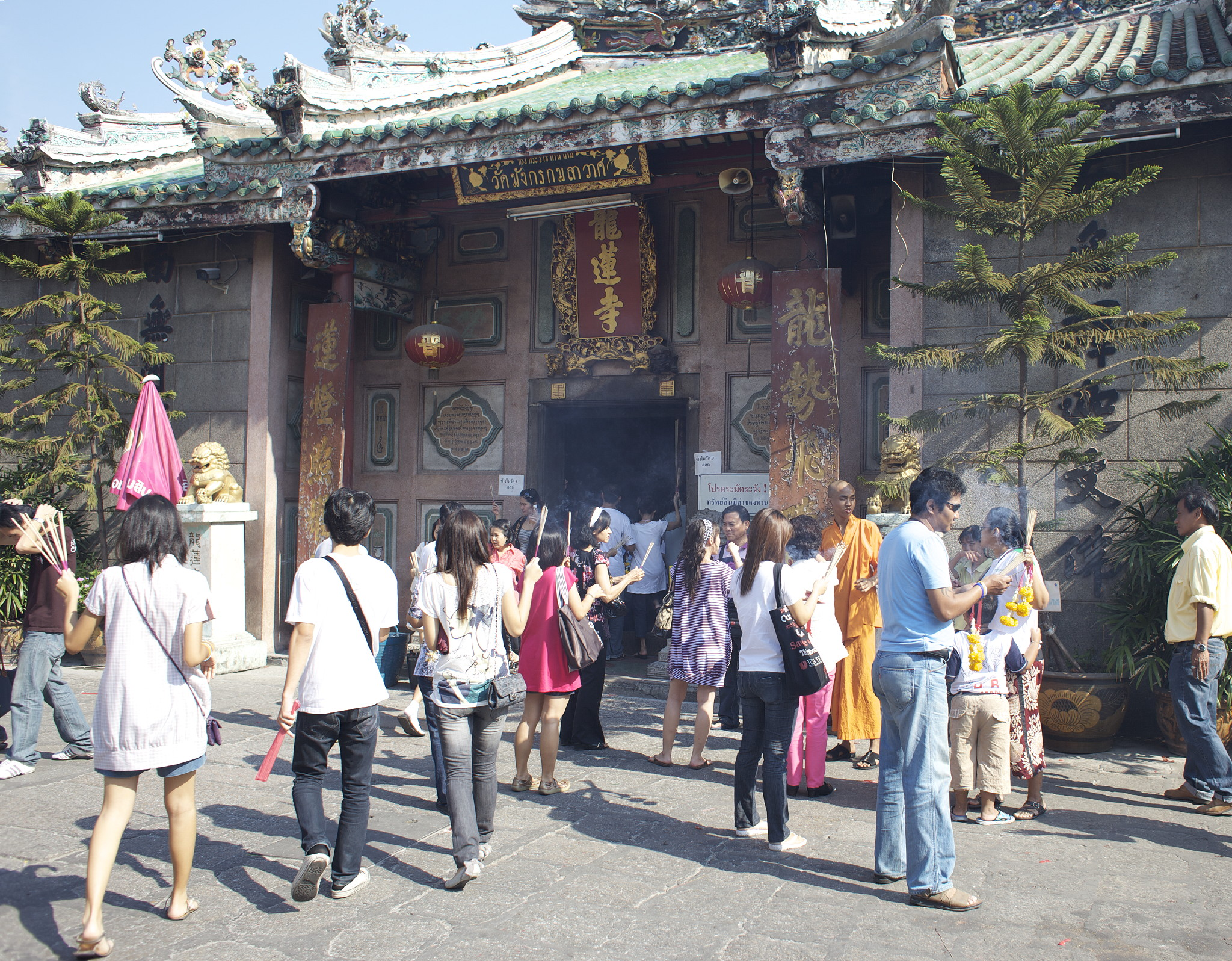

هم التايلانديين الذين ينحدرون من سلالات صينية تاريخ هجرة الصينيين إلى تايلاند يعود قرون عديدة كباقي دول جنوب شرق آسيا. تايلاند هي موطن أكبر جالية صينية في الخارج في العالم  ويبلغ عدد سكانها ما يقرب من تسعة ملايين شخص، وهو ما يمثل 14 في المئة من سكان تايلاند حسب عام 2012.